# Wayne (Michigan)
Wayne ist eine Stadt in Wayne County in Michigan, Vereinigte Staaten. Das U.S. Census Bureau hat bei der Volkszählung 2020 eine Einwohnerzahl von 17.713 ermittelt.
Ford Motor Company hat hier zwei Produktionsbetriebe, die hier die Fahrzeuge Ford Expedition und Lincoln Navigator beziehungsweise Ford Focus montieren.

## Geographie
Die Stadt Wayne wird im Norden durch die Glenwood Road begrenzt, der westliche Rand wird durch die Hannan Road und der südliche Stadtrand durch die Van Born Road gebildet. Im Osten endet das Stadtgebiet an der Merriman Road. Waynes geographische Koordinaten lauten 42° 17′ N, 83° 23′ W. Der U.S. Highway 12 verläuft von Westen nach Osten am nördlichen Rand des Stadtgebiets und folgt damit in etwa dem Lauf des Lower River Rouge.
Nach den Angaben des United States Census Bureaus hat die Stadt eine Gesamtfläche von 15,6 km², wobei es keine nennenswerten Gewässerflächen gibt.

## Geschichte
Wayne wurde in den 1820er Jahren besiedelt. Nach dem Zweiten Weltkrieg erhöhte sich die Einwohnerzahl wesentlich, auch Gewerbe und Industrie nahmen zu.
Das Bevölkerungswachstum kam in den 1990er Jahren zum Stillstand, 1990 hatte Wayne noch 19.899 Einwohner, zehn Jahre später waren es noch 19.051. Im Zentrum der Stadt wurde 2006 ein Erneuerungsprogramm eingeleitet, in dem unter anderem eine neue Feuerwache und eine neue Polizeistation entstanden.
Das Wayne County Historical Museum zeigt mehr als einhundert Ausstellungsgegenstände aus der Geschichte der Stadt und des Countys. Es befindet sich in einem zweistöckigen Gebäude aus dem Jahr 1878.

## Verkehr
Wayne ist der Kreuzungspunkt zweier Bahnstrecken, zum einen die Strecke der Pere Marquette Railroad (heute CSX Transportation) von Toledo nach Saginaw und zum anderen die Strecke der Michigan Central Railroad (heute Norfolk Southern) von Detroit nach Chicago. Der Personenbahnhof von Wayne ist geschlossen. Dem Güterverkehr dienen zwei Rangierbahnhöfe der NS und der CSX.
Durch Wayne führte auch das inzwischen stillgelegte Streckennetz der Interurban Detroit, Jackson and Chicago Railroad (später Detroit United Railway).

## Bildung
Zu den öffentlichen Schulen des Wayne-Westland Community School Districts in der Stadt Wayne gehören:
- Wayne Memorial High School
- John Glenn High School
- Benjamin Franklin Middle School
- Hoover Elementary School
- Roosevelt-McGrath Elementary School
- Taft-Galloway Elementary School
- Vandenberg Elementary School

## Städtische Einrichtungen
Die Stadt betreibt ein Schwimmbad und eine Eisbahn. Hinzu kommen 17 Parks und Spielplätze. Während der Sommermonate wird im Amphitheater des Goudy Parks eine Konzertserie veranstaltet, das Feuerwerk zum Unabhängigkeitstag findet im Attwood Park statt.
Das State Wayne Theater wird monatlich von mehr als 7000 Personen besucht. Es gehört der Stadt und wird von ihr betrieben. Jährlich werden vier bis sechs Inszenierungen angeboten, außerdem werden am Wochenende Kinofilme gezeigt.
Ein Seniorenzentrum bietet Dienstleistungen für Personen über 50 Jahren an, darunter kostenlose Rechtshilfe und Gesundheitsüberprüfungen, Essen auf Rädern, Tai Chi, Bingo, Tagesausflüge, Kinofilmvorführungen oder Computerkurse.

## Demografische Daten
Zum Zeitpunkt des United States Census 2000 bewohnten Wayne 19.051 Personen. Die Bevölkerungsdichte betrug 1221,9 Personen pro km². Es gab 7651 Wohneinheiten, durchschnittlich 490,7 pro km². Die Bevölkerung Waynes bestand zu 84,36 % aus Weißen, 11,29 % Schwarzen oder African American, 0,61 % Native American, 1,44 % Asian, 0,04 % Pacific Islander, 0,43 % gaben an, anderen Rassen anzugehören und 1,82 % nannten zwei oder mehr Rassen. 1,94 % der Bevölkerung erklärten, Hispanos oder Latinos jeglicher Rasse zu sein.
Die Bewohner Waynes verteilten sich auf 7373 Haushalte, von denen in 33,0 % Kinder unter 18 Jahren lebten. 45,2 % der Haushalte stellten Verheiratete, 15,7 % hatten einen weiblichen Haushaltsvorstand ohne Ehemann und 34,3 % bildeten keine Familien. 28,5 % der Haushalte bestanden aus Einzelpersonen und in 9,3 % aller Haushalte lebte jemand im Alter von 65 Jahren oder mehr alleine. Die durchschnittliche Haushaltsgröße betrug 2,53 und die durchschnittliche Familiengröße 3,13 Personen.
Die Bevölkerung verteilte sich auf 26,4 % Minderjährige, 8,5 % 18–24-Jährige, 31,8 % 25–44-Jährige, 21,6 % 45–64-Jährige und 11,7 % im Alter von 65 Jahren oder mehr. Das Durchschnittsalter betrug 35 Jahre. Auf jeweils 100 Frauen entfielen 92,6 Männer. Bei den über 18-Jährigen entfielen auf 100 Frauen 89,5 Männer.
Das mittlere Haushaltseinkommen in Wayne betrug 46.397 US-Dollar und das mittlere Familieneinkommen erreichte die Höhe von 56.150 US-Dollar. Das Durchschnittseinkommen der Männer betrug 42.385 US-Dollar, gegenüber 28.069 US-Dollar bei den Frauen. Das Pro-Kopf-Einkommen belief sich auf 21.326 US-Dollar. 9,1 % der Bevölkerung und 7,6 % der Familien hatten ein Einkommen unterhalb der Armutsgrenze, davon waren 10,9 % der Minderjährigen und 9,6 % der Altersgruppe 65 Jahre und mehr betroffen.

## Örtliche Persönlichkeiten
- Ed Fisher, Spieler in der Major League Baseball
- Don Arlich, Spieler in der Major League Baseball
- David Holdridge, Spieler in der Major League Baseball
- Lance Neibauer, Flugzeugkonstrukteur und Gründer von Lancair
- Pat Sheridan, Spieler der Detroit Tigers
- Joseph Utsler, Mitglied von Insane Clown Posse